# Lecane mitella
Lecane mitella är en hjuldjursart som först beskrevs av Myers 1936.  Lecane mitella ingår i släktet Lecane och familjen Lecanidae. Inga underarter finns listade i Catalogue of Life.